# Фрид, Пал
Пал Фрид (венг. Fried Pál; 16 июня 1893, Будапешт — 6 марта 1976, Нью-Йорк) — венгерско-американский живописец. Известный портретист, мастер картин на темы балета и театра, последователь французского импрессионизма.

## Биография
Пал Фрид обучался искусству рисования в Венгерской академии под руководством профессора Хьюго Пола (англ. Hugo Pohl). Под его влиянием Пал Фрид написал много портретов, обнаженных фигур и восточных сцен. Затем продолжил образование в Париже у Клода Моне и Люсьен Симон. Пал Фрид находился под большим влиянием и впечатлением от французской импрессионистской школы, в частности — Ренуара и Дега. В 1947 году, после Второй мировой войны, Пал Фрид эмигрировал в Америку, где преподавал в Академии искусств в Нью-Йорке и разработал свой собственный уникальный стиль. Стал гражданином США в 1953 году. В 1950—1960-х годах художник жил и работал в Голливуде, где приобрёл большую популярность как портретист. Он специализировался на портретах дам из высшего общества. Основная техника у Пала Фрида: пастель и масло. В коллекциях многих музеев мира хранятся картины Пала Фрида на темы балета и театра: это портреты танцовщиц перед спектаклями, на сцене, в богемной жизни. Полотна Фрида были настолько популярными, что он или вынужден был, или так хотели заказчики, дублировал по несколько раз один и тот же сюжет, меняя лишь цвет костюма или фона полотна. Нередко Пал Фрид рисовал портреты женщин и знаменитостей. В своих работах часто применял акварель или масляную пастель.
Умер в возрасте 82 лет 6 марта 1976 года в Нью-Йорке, спустя 4 дня после смерти любимой жены Евы. Работы Пала Фрида занесены в Книгу Искусств.